# Eparchie kyzylská
Eparchie kyzylská je eparchie ruské pravoslavné církve nacházející se v Rusku.

## Území a titul biskupa
Zahrnuje správní hranice území republiky Tuva.
Eparchiálnímu biskupovi náleží titul biskup kyzylský a tuvinský.

## Historie
Eparchie byla zřízena rozhodnutím Svatého synodu dne 5. října 2011 oddělením území z eparchie abakanské.
Prvním eparchiálním biskupem se stal igumen Feofan (Kim), duchovní južno-sachalinské eparchie.

## Seznam biskupů
- 2011–2011 Jonafan (Cvjetkov)
- 2011–2019 Feofan (Kim)
- od 2019 Feofan (Kim), dočasný administrátor